# Eternal Atake
Eternal Atake è il secondo album in studio del rapper statunitense Lil Uzi Vert, pubblicato il 6 marzo 2020 dalla Atlantic Records. 
Questo è il primo progetto del rapper dopo l'album Luv is Rage 2, risalente al 2017. Annunciato nel 2018, è stato pubblicato a sorpresa e anticipato dai singoli Futsal Shuffle 2020 e That Way. La versione deluxe dell'album, denominata LUV vs. The World 2, è stata pubblicata la settimana successiva, il 13 marzo 2020.

## Antefatti
Lil Uzi Vert pubblicò, nel 2018, due tweet criptici: «Eternal Atake» e «Eternal significa per sempre. Atake significa prendere il sopravvento». Il 31 luglio 2018, ventiquattresimo compleanno di Uzi, rimosse tutti i post dal suo profilo Instagram, fatta eccezione per uno snippet di New Patek e una vecchia copertina di Eternal Atake. Il 9 dicembre Uzi confermò la conclusione dell'album, pronto per la pubblicazione.
L'11 gennaio 2019 Uzi annunciò su Instagram che aveva «cancellato tutto» e che aveva «finito con la musica», anche se molti videro queste dichiarazioni come una mossa pubblicitaria volta a promuovere il disco. Uzi tornò diversi mesi dopo, pubblicando due singoli il 9 aprile. Il 13 maggio annunciò il completamento dell'album. Il 3 marzo 2020 rivelò la copertina di Eternal Atake su Twitter, dopo una votazione da parte dei fans.

## Promozione e pubblicazione
Il 18 settembre 2018 Uzi pubblicò un singolo promozionale denominato New Patek. Il 9 aprile 2019 vennero pubblicati altri due singoli promozionali: That's a Rack e Sanguine Paradise. Il 30 novembre annunciò su Twitter che il primo estratto da Eternal Atake sarebbe stato una registrazione dance intitolata Futsal; il singolo venne pubblicato il 13 dicembre sotto il nome di Futsal Shuffle 2020. Il secondo estratto, That Way, fu pubblicato il 1º marzo 2020. Esso interpola l'hook di I Want It That Way dei Backstreet Boys.
L'uscita dell'album era in programma per il 19 luglio 2019: tuttavia, tale data non fu rispettata, e Uzi dichiarò semplicemente di non saper quando pubblicare il disco. Il 28 febbraio 2020 Uzi dichiarò in una diretta su Instagram che l'album sarebbe stato pubblicato entro due settimane, rendendo il 13 marzo una potenziale data di uscita. Nonostante ciò, Eternal Atake fu pubblicato a sorpresa il 6 marzo.
Il giorno successivo Uzi annunciò la versione deluxe del disco su Twitter. Due tracce vennero confermate quel giorno: Jellybean (Kobe), realizzata in collaborazione con il rapper statunitense Chief Keef, e Myron. Entrambi i brani erano già stati mostrati in anteprima sui social media di Uzi. In seguito, annunciò che le canzoni con Young Thug, Future, A Boogie wit da Hoodie e Lil Baby fossero completate. La seconda parte dell'album, ovvero la sua edizione deluxe, fu pubblicata il 13 marzo 2020.

## Accoglienza
| Recensione        | Giudizio |
| ----------------- | -------- |
| Album of the Year | 75/100   |
| Exclaim!          | 7/10     |
| Metacritic        | 89/100   |
| NME               |          |
| Pitchfork         | 8,4/10   |
| Rolling Stone     |          |

Eternal Atake ha ricevuto un plauso generale dalla critica. Su Metacritic, l'album ha ricevuto un punteggio di 89, basato su quattro recensioni. Album of the Year gli ha assegnato 75 punti su 100.
Kyann-Sian Williams di NME ha elogiato l'album, scrivendo che il rapper «ancora una volta, ha realizzato un altro disco che rimarrà vicino al cuore di una generazione di fan del rap. È senza dubbio il Lil Wayne della nostra generazione». Kyle Mullin di Exclaim! ha espresso opinioni positive riguardo Eternal Atake, elogiando la produzione e le transizioni tra i brani. Mullin si sofferma sul fatto che «Uzi passa agilmente da un discorso relativamente amoroso come in Bust Me a una potente punch-line nella traccia successiva, Prices. Questa transizione è uno dei trucchi performativi, energici e imprevedibili che Uzi compie su questo LP grosso come uno stadio». Alphonso Pierre di Pitchfork ha dato una recensione positiva all'album, dicendo che «le aspettative erano ultraterrene. E in qualche modo, Uzi le ha soddisfatte. Eternal Atake è il più grande album di Uzi fino ad oggi, una sfidante epica di un'ora che non avrebbe potuto essere fatta da nessun altro». Anche Danny Schwartz di Rolling Stone si è espresso positivamente, affermando che «è difficile ricordare un album rap pubblicato con delle aspettative così fervide, figurarsi uno all'altezza di quelle aspettative. Eternal Atake è il miglior album di Lil Uzi Vert, con una coesione, un concetto brillante e una performance che giustifica ogni grammo di aspettativa».

## Tracce
L'album è concettualmente diviso in tre parti, ognuna di 6 tracce, corrispondenti alle tre personalità di Lil Uzi Vert: Baby Pluto, Renji e sé stesso.
Testi di Lil Uzi Vert, eccetto dove indicato.
1. Baby Pluto – 3:30 (musica: Brandon Finessin, Bugz Ronin, Cousin Vinny, Ike Beatz)
2. Lo Mein – 3:15 (musica: Brandon Finessin, Bugz Ronin)
3. Silly Watch – 3:16 (musica: Supah Mario)
4. Pop – 3:47 (musica: Brandon Finessin, Oogie Mane)
5. You Better Move – 3:17 (musica: Brandon Finessin)
6. Homecoming – 3:34 (musica: Bugz Ronin)
7. I'm Sorry – 3:32 (musica: Brandon Finessin, Star Boy)
8. Celebration Station – 3:15 (musica: Brandon Finessin, OuttaTown)
9. Bigger Than Life – 3:13 (musica: Dez Wright, Oogie Mane)
10. Chrome Hearts Tags – 3:33 (musica: Chief Keef)
11. Bust Me – 3:14 (musica: Bugz Ronin)
12. Prices – 3:53 (musica: Harold Harper)
13. Urgency (featuring Syd) – 3:01 (testo: Lil Uzi Vert, Syd – musica: Bobby Raps, Wheezy)
14. Venetia – 3:09 (musica: Brandon Finessin, OuttaTown)
15. Secure the Bag – 3:58 (musica: Bugz Ronin)
16. P2 – 3:55 (musica: TM88)
17. Futsal Shuffle 2020 (bonus track) – 3:19 (musica: Brandon Finessin, Mayyzo, Loesoe, Star Boy)
18. That Way (bonus track) – 3:32 (musica: Felipe Spain, Supah Mario, Yung Lan)

Deluxe – Lil Uzi Vert vs. the World 2
1. Myron – 3:45 (musica: Oogie Mane, Supah Mario)
2. Lotus – 3:13 (musica: Don Cannon, Oogie Mane, Treshaun Beats)
3. Bean (Kobe) (featuring Chief Keef) – 3:58 (testo: Lil Uzi Vert, Chief Keef – musica: Pi'erre Bourne)
4. Yesssirskii (con 21 Savage) – 3:39 (testo: Lil Uzi Vert, 21 Savage – musica: Pi'erre Bourne)
5. Wassup (featuring Future) – 3:13 (testo: Lil Uzi Vert, Future – musica: Pi'erre Bourne)
6. Strawberry Peels (featuring Young Thug, Gunna) – 1:55 (testo: Lil Uzi Vert, Young Thug Gunna – musica: Wheezy)
7. I Can Show You – 2:00 (musica: Oogie Mane)
8. Moon Relate – 3:01 (musica: Danny Wolf, Kid808)
9. Come This Way – 2:52 (musica: Lyle LeDuff)
10. Trap This Way (This Way) – 3:05 (musica: Oogie Mane)
11. No Auto (featuring Lil Durk) – 2:15 (testo: Lil Uzi Vert, Lil Durk – musica: DY, Kid Wond3r)
12. Money Spread (featuring Young Nudy) – 3:37 (testo: Lil Uzi Vert, Young Nudy – musica: Pi'erre Bourne)
13. Got the Guap (featuring Young Thug) – 2:56 (testo: Lil Uzi Vert, Young Thug – musica: OuttaTown, Brandon Finnessin)
14. Leaders (featuring Nav) – 3:14 (testo: Lil Uzi Vert, Nav – musica: Pro Logic, Money Music, Nav, Amir "Cash" Esmailian)

## Formazione
Musicisti
- Lil Uzi Vert - voce, testi
- Syd - voce, testo (traccia 13)

Produzione
- Brandon Finessin - produzione (tracce 1, 2, 4, 5, 7, 8, 14, 17)
- Bugz Ronin - produzione (tracce 1, 2, 6, 11, 15)
- Supah Mario - produzione (tracce 3, 18)
- Oogie Mane - produzione (tracce 4, 9)
- Starboy - produzione (tracce 7, 17)
- Outtatown - produzione (traccia 8, 14)
- Dez Wright - produzione (traccia 9)
- Cousin Vinny - produzione (traccia 1)
- Ike Beatz - produzione (traccia 1)
- Chief Keef - produzione (traccia 10)
- Harold Harper - produzione (tracce 12)
- Bobby Raps - produzione (traccia 13)
- Wheezy - produzione (traccia 13)
- Loesoe - produzione (traccia 17)
- Mayyzo - produzione (traccia 17)
- TM88 - produzione (traccia 16)
- Felipe S - produzione (traccia 18)
- Yung Lan - produzione (traccia 18)
- Chris Athens - mastering
- Kesha Lee - missaggio, registrazione

## Classifiche

### Classifiche settimanali
| Classifica (2020) | Posizione massima |
| ----------------- | ----------------- |
| Australia         | 1                 |
| Austria           | 3                 |
| Belgio (Fiandre)  | 3                 |
| Belgio (Vallonia) | 33                |
| Canada            | 1                 |
| Danimarca         | 4                 |
| Estonia           | 1                 |
| Finlandia         | 4                 |
| Francia           | 28                |
| Germania          | 26                |
| Irlanda           | 2                 |
| Islanda           | 1                 |
| Italia            | 8                 |
| Lettonia          | 24                |
| Lituania          | 2                 |
| Norvegia          | 2                 |
| Nuova Zelanda     | 2                 |
| Paesi Bassi       | 2                 |
| Svezia            | 5                 |
| Regno Unito       | 3                 |
| Repubblica Ceca   | 3                 |
| Slovacchia        | 3                 |
| Stati Uniti       | 1                 |
| Svezia            | 5                 |
| Svizzera          | 7                 |

### Classifiche di fine anno
| Classifica (2020) | Posizione |
| ----------------- | --------- |
| Belgio (Fiandre)  | 114       |
| Canada            | 14        |
| Danimarca         | 78        |
| Islanda           | 34        |
| Nuova Zelanda     | 37        |
| Paesi Bassi       | 83        |
| Stati Uniti       | 6         |
| Classifica (2021) | Posizione |
| Stati Uniti       | 56        |